# Blechnum fluviatile
Blechnum fluviatile är en kambräkenväxtart som först beskrevs av Robert Brown, och fick sitt nu gällande namn av Lowe. Blechnum fluviatile ingår i släktet Blechnum och familjen Blechnaceae. Inga underarter finns listade.

## Bildgalleri

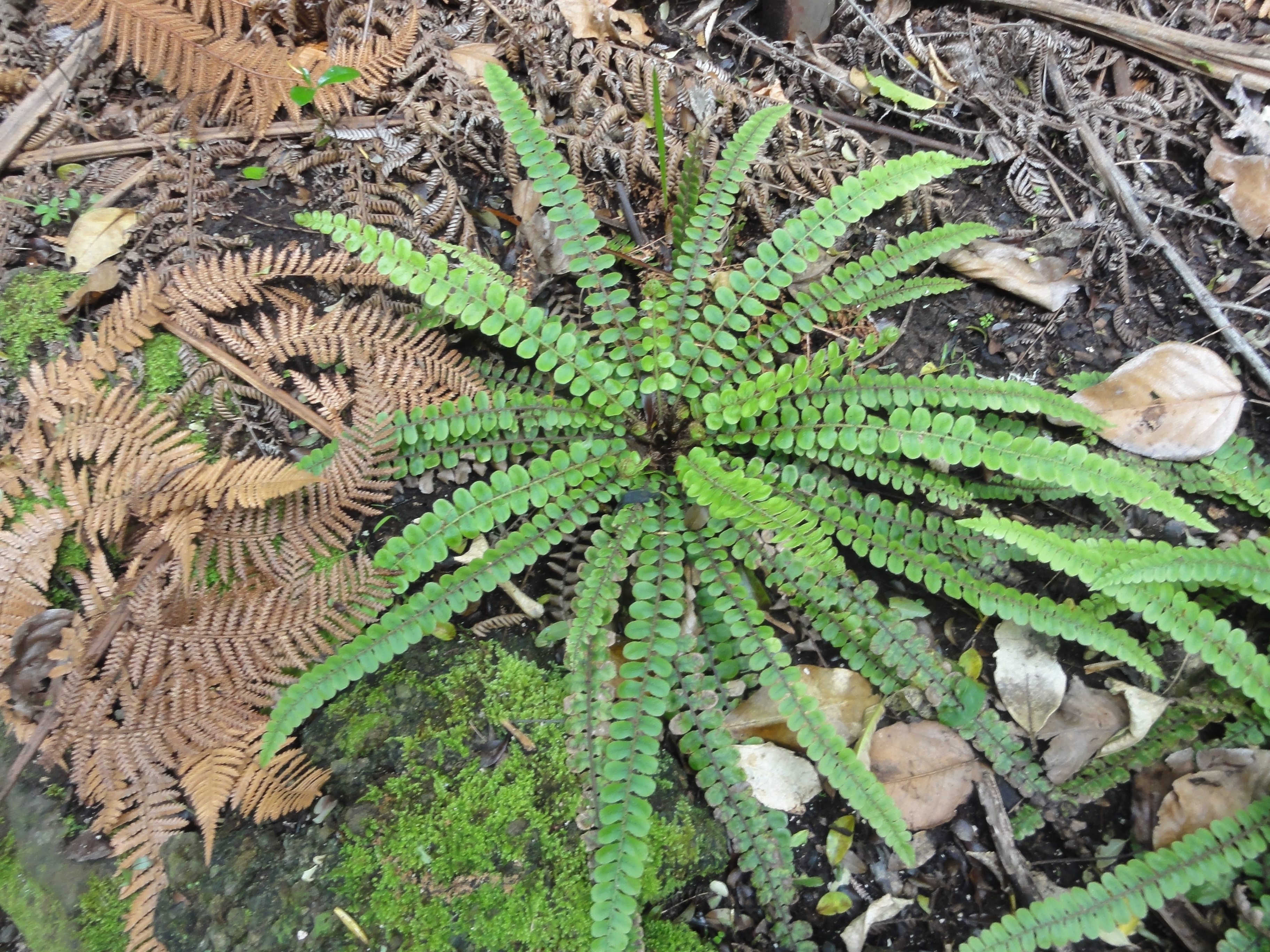
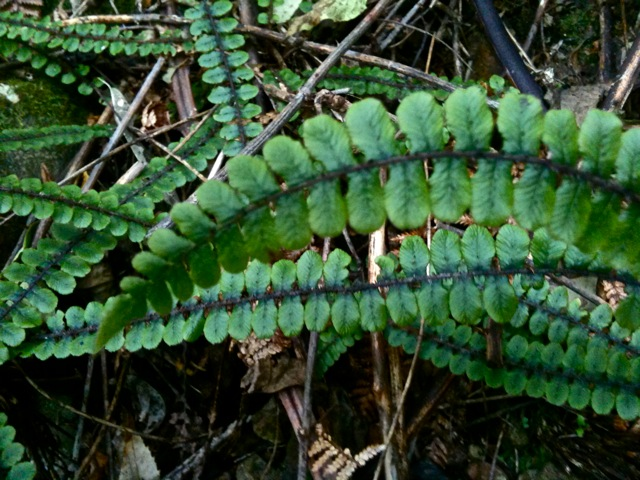